# Régis Simon
Regis Simon (Troyes, 19 marzo 1958) è un ex ciclista su strada francese, professionista per un breve periodo, dal 1984 al 1989, il suo successo più importante fu la vittoria nella tappa di Pau al Tour de France 1985.
Da dilettante vinse numerose corse a tappe francesi riservate a questa categoria ed inoltre concluse al quinto posto competizioni il Giro d'Italia dilettanti nel 1981 ed al terzo il Gran Premio della Liberazione dell'anno seguente.
Non seppe ottenere gli stessi promettenti risultati anche fra i professionisti pur cogliendo alcuni buoni piazzamenti fra cui spiccano i secondi posti alla Quatre Jours de Dunkerque nel 1986 ed all'Étoile de Bessèges nel 1988, ed il settimo posto al Critérium du Dauphiné 1987.
Anche i suoi fratelli Pascal, Jérôme e François sono stati ciclisti professionisti di alto livello.

## Palmares
- 1978 (Dilettanti, una vittoria)

Grand Prix de Landry
- 1979 (Dilettanti, due vittorie)

Classifica generale Tour de Franche-Comté
Prix de Clamecy
- 1981 (Dilettanti, tre vittorie)

Classifica generale Circuit des Mines
3ª tappa Circuit de Champagne
Circuit de Champagne
- 1982 (Dilettanti, due vittorie)

Classifica generale Tour de la Moyenne-Alsace
Classifica generale Tour de Franche-Comté
- 1983 (Dilettanti, tre vittorie)

7ª tappa Tour de Nouvelle-Caledonie
Classifica generale Tour de Nouvelle-Caledonie
Ronde des Mignottes
- 1984 (La Redoute, una vittoria)

4ª tappa Tour du Vaucluse (Le Pontet > Avignone)
- 1985 (La Redoute, una vittoria)

18ª tappa, 2ª semitappa Tour de France (Laruns > Pau)
- 1988 (R.M.O., quattro vittorie)

Grand Prix de l'UC Bessèges
3ª tappa Étoile de Bessèges (Alés > Bessèges)
3ª tappa Grand Prix de l'Amitié
4ª tappa Grand Prix de l'Amitié
- 1990 (Dilettanti, tre vittorie)

Classifica generale Circuit des Mines
Grand Prix de Châlons-sur-Marne
Prix de Chouilly
- 1991 (Dilettanti, due vittorie)

Signy-le-Petit
4ª tappa, 1ª semitappa Tour de Champagne-Ardenne
- 1993 (Dilettanti, sei vittorie)

Signy-le-Petit
?ª tappa Tour du Maroc
?ª tappa Tour du Maroc
?ª tappa Tour du Maroc
Classifica generale Tour du Maroc
3ª tappa Boucles de la Meuse

### Altri successi
- 1983 (Dilettanti, quattro vittorie)

Classifica a Punti Tour de Nouvelle-Caledonie
Classifica del Gran Premio della Montagna Tour de Nouvelle-Caledonie
Classifica dei Traguardi volanti Tour de Nouvelle-Caledonie
Classifica della Combinata Tour de Nouvelle-Caledonie
- 1985 (La Redoute, una vittoria)

Criterium di Le Horps
- 1986 (R.M.O, una vittoria)

Classifica del Gran Premio della Montagna Tour Méditerranéen
- 1987 (R.M.O., due vittorie)

Classifica Gran Premio della Montagna Tour du Luxembourg
Criterium di Dixmont
- 1988 (Fagor, una vittoria)

Criterium di Dixmont

## Piazzamenti

### Grandi Giri
- Tour de France

1984: 111º
1985: 100º
1986: 93º
1988: 123º

### Classiche monumento
- Liegi-Bastogne-Liegi

1987: 30º
1989: 114º